# Contribuição parafiscal
Contribuições parafiscais são tributos brasileiros incluídos na espécie tributária chamada contribuição especial no interesse de categorias econômicas ou profissionais. Sua arrecadação é destinada ao custeio de atividade paraestatal, ou seja, atividade exercida por entidades privadas, mas com conotação social ou de interesse público.
Exemplo: a atividade desenvolvida pelo SESC, SENAC, SESI, SENAI, SEST, SENAT e SEBRAE.
Segundo vários autores, o nome "parafiscal" deriva do termo francês parafiscalité , usado em Finanças pela primeira vez em 1946, no documento de classificação de receitas públicas conhecido como Inventário Schumann . Ele identificava principalmente os tributos da Previdência Social que no Brasil são mais conhecidos atualmente como contribuições especiais ou contribuições sociais. Apesar de classificadas no Brasil como tributos, não fizeram parte do Sistema Tributário Nacional estruturado pelo CTN em 1966. Além da Previdência, normalmente se aglutinavam sob o nome "parafiscal" as contribuições ao FGTS, ao Instituto do Açúcar e do Álcool e as Contribuições Sindicais, dentre outras. 
As contribuições sociais sempre serão equiparadas a contribuições parafiscais.